# Durchhausen
Durchhausen település Németországban, azon belül Baden-Württembergben. Lakosainak száma 1054 fő (2023. december 31.).

## Népesség
A település népessége az elmúlt években az alábbi módon változott:
| Lakosok száma | 569  | 663  | 670  | 740  | 742  | 845  | 870  | 906  | 940  | 1054 |
|               | 1961 | 1967 | 1974 | 1980 | 1987 | 1993 | 2000 | 2006 | 2013 | 2023 |